# York (Bas-Canada)
Pour les articles homonymes, voir York.
York est un district électoral de la Chambre d'assemblée du Bas-Canada ayant existé de 1792 à 1830.

## Histoire
Son territoire regroupe Soulanges, l'Île-Perrot, Deux-Montagnes et Rivière-du-Chêne. York est l'un des 27 districts électoraux instaurés lors de la création du Bas-Canada par l'Acte constitutionnel de 1791. Il s'agit d'un district représenté conjointement par deux députés, parfois d’allégeance différente. Lors de la refonte de la carte électorale de 1829, il est divisé en trois districts : Deux-Montagnes, Ottawa et Vaudreuil.

## Liste des députés

### Siègeno1
| Années | Années      | Député                          | Parti       |
| ------ | ----------- | ------------------------------- | ----------- |
|        | 1792 - 1796 | Alain Chartier de Lotbinière    | Indépendant |
|        | 1796 - 1800 | Joseph-Hubert Lacroix           | Canadien    |
|        | 1800 - 1804 | Louis-Charles Foucher           | Bureaucrate |
|        | 1804 - 1808 | Nicolas-Eustache Lambert Dumont | Indépendant |
|        | 1808 - 1809 | Jean-Joseph Trestler            | Canadien    |
|        | 1809 - 1810 | Pierre Saint-Julien             | Canadien    |
|        | 1810 - 1814 | Pierre Saint-Julien             | Canadien    |
|        | 1814 - 1816 | Nicolas-Eustache Lambert Dumont | Bureaucrate |
|        | 1816 - 1820 | Nicolas-Eustache Lambert Dumont | Bureaucrate |
|        | 1820 - 1820 | Nicolas-Eustache Lambert Dumont | Bureaucrate |
|        | 1820 - 1824 | Nicolas-Eustache Lambert Dumont | Bureaucrate |
|        | 1824 - 1827 | Nicolas-Eustache Lambert Dumont | Bureaucrate |
|        | 1827 - 1829 | Jean-Baptiste Lefebvre          | Patriote    |
|        | 1829 - 1830 | William Henry Scott             | Patriote    |

### Siègeno2
| Années | Années      | Député                 | Parti       |
| ------ | ----------- | ---------------------- | ----------- |
|        | 1792 - 1796 | Pierre-Amable de Bonne | Indépendant |
|        | 1796 - 1800 | Joseph Éthier          | Canadien    |
|        | 1800 - 1804 | Joseph Bédard          | Canadien    |
|        | 1804 - 1808 | John Mure              | Bureaucrate |
|        | 1808 - 1809 | John Mure              | Bureaucrate |
|        | 1809 - 1810 | John Mure              | Bureaucrate |
|        | 1810 - 1814 | François Bellet        | Canadien    |
|        | 1814 - 1814 | William Forbes         | Bureaucrate |
|        | 1815 - 1816 | Jean-Baptiste Ferré    | Canadien    |
|        | 1816 - 1820 | Jean-Baptiste Ferré    | Canadien    |
|        | 1820 - 1820 | Augustin Perrault      | Canadien    |
|        | 1820 - 1824 | Augustin Perrault      | Canadien    |
|        | 1824 - 1827 | John Simpson           | Bureaucrate |
|        | 1827 - 1830 | Jacques Labrie         | Patriote    |